# Église Saint-André de Taxat
L’église Saint-André de Taxat est une église romane désaffectée située à Taxat-Senat.

## Localisation
L'église est située dans le hameau de Taxat sur la commune de Taxat-Senat, dans le département français de l'Allier.

## Histoire

### Moyen Âge
Implantée sur des fondations antiques, cette ancienne église est construite au XIe ou au XIIe siècle. Son histoire reste grandement inconnue ; en effet, peu d'archives nous sont parvenues. La première mention connue de l'église dans les sources date de 1217.
À une date inconnue, mais qui intervient rapidement après la construction, la partie nord de l'édifice s'effondre. Dans le premier tiers du XIVe siècle sont réalisées des fresques dont une grande partie est encore visible.

### Perte de la fonction religieuse

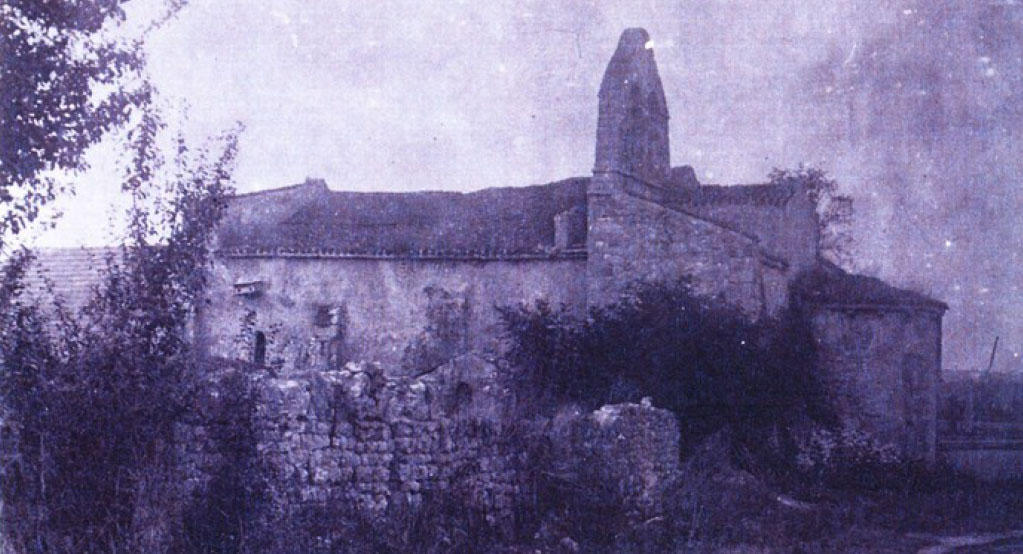
Vue ancienne datant peut être des années 1950.

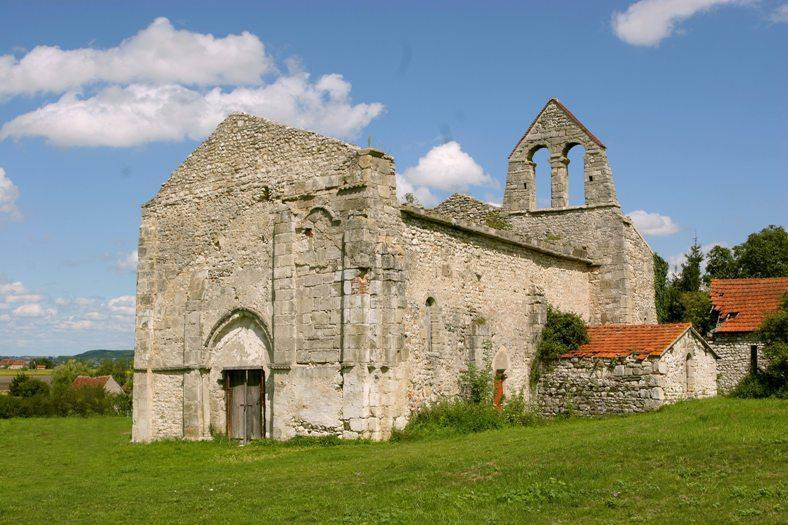
L'église dans les années 2000.

L'église est vendue à la Révolution (1er février 1791) et devient un bâtiment d'exploitation agricole. Son architecture est alors adaptée à cette nouvelle fonction : une porte de grange est percée sur son flanc nord, le portail est en partie détruit pour être agrandi et fait désormais la liaison avec une seconde grange construite contre la façade principale.
Dans les années 50, le manque d'entretien conduit à l'effondrement des voûtes et de la toiture ; l'édifice est alors en proie aux intempéries. La ruine menace alors même que l'ancienne église est inscrite en 1942 au titre des monuments historiques. Il faut attendre 1980 et la création de l'association de sauvegarde des Amis du Vieux Taxat pour que l'église soit restaurée. En 1982, un passage dans l'émission "A nous 2" sur Antenne 2 fait connaître l'église. En 1991, un bail emphytéotique est signé entre le propriétaire de l'église et l'association, ce qui permet de conduire de premières restaurations. Les Amis du Vieux Taxat deviennent propriétaires de l'édifice en 2005.
Dans les années 1990, certaines des fresques sont remises au jour. En 2012 s'achève la reconstruction de la toiture.

## Description

### Fresques
La richesse de l'église réside surtout dans ses peintures. Elles sont datées des années 1300-1330. Elles sont aujourd'hui endommagées, mais leurs couleurs ocre rouge et jaune sont toujours visibles. Les scènes relatives à la vie du Christ et de la Vierge sont nombreuses. On peut encore admirer : 
- Une Vierge à l'enfant avec donatrice ;
- Une Vierge à l'Enfant ;
- Le baptême du Christ ;
- L'Agneau pascal ;
- Les restes d'un Christ en majesté ;
- Six scènes de la Nativité ;
- Autres scènes de l'enfance de Jésus ;
- Un évêque et divers autres personnages ;
- De multiples croix de consécration ;
- Une litre funéraire.
- Des restes d'un arbre de Jessé.

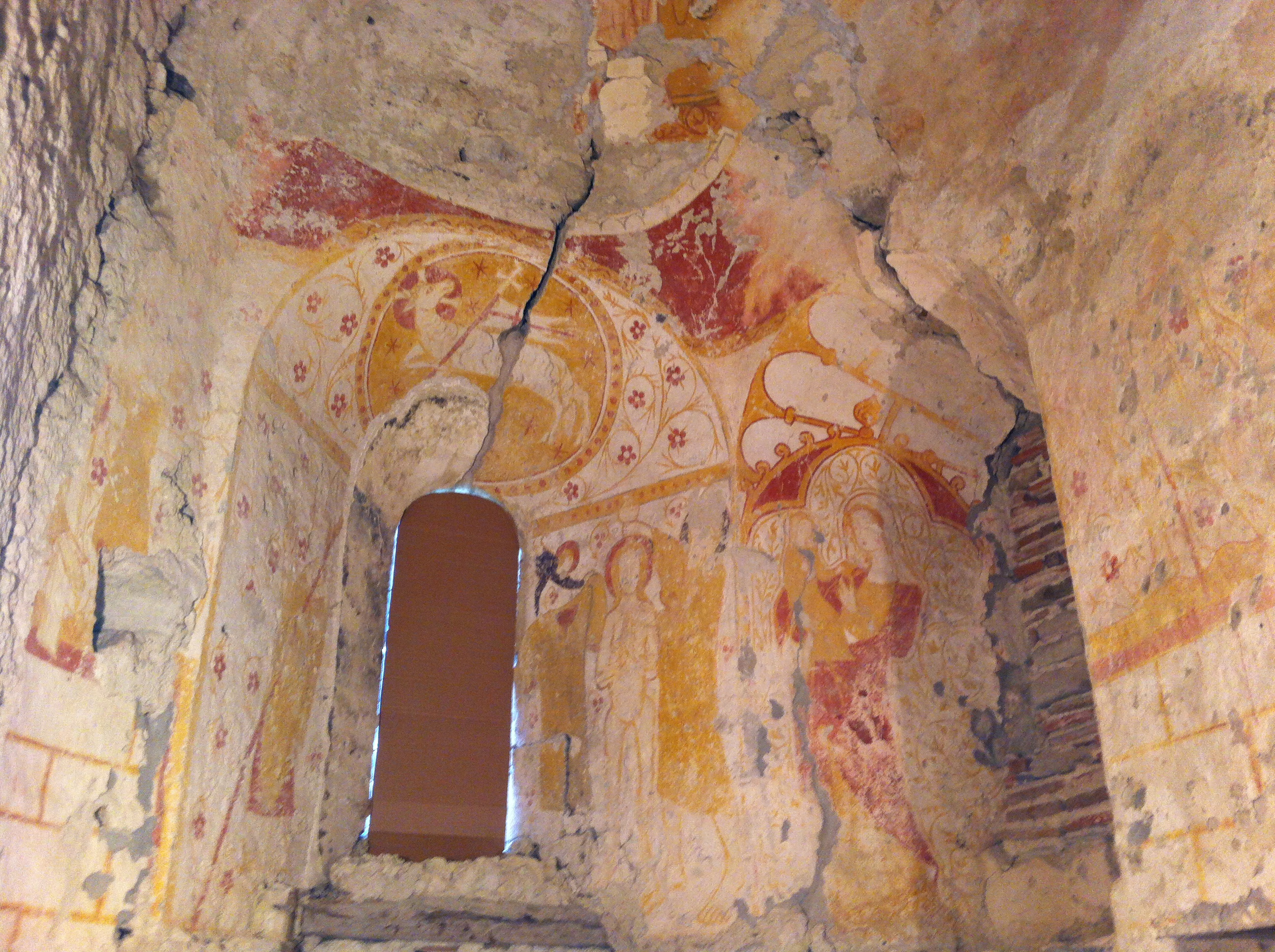
Vue générale du chœur.
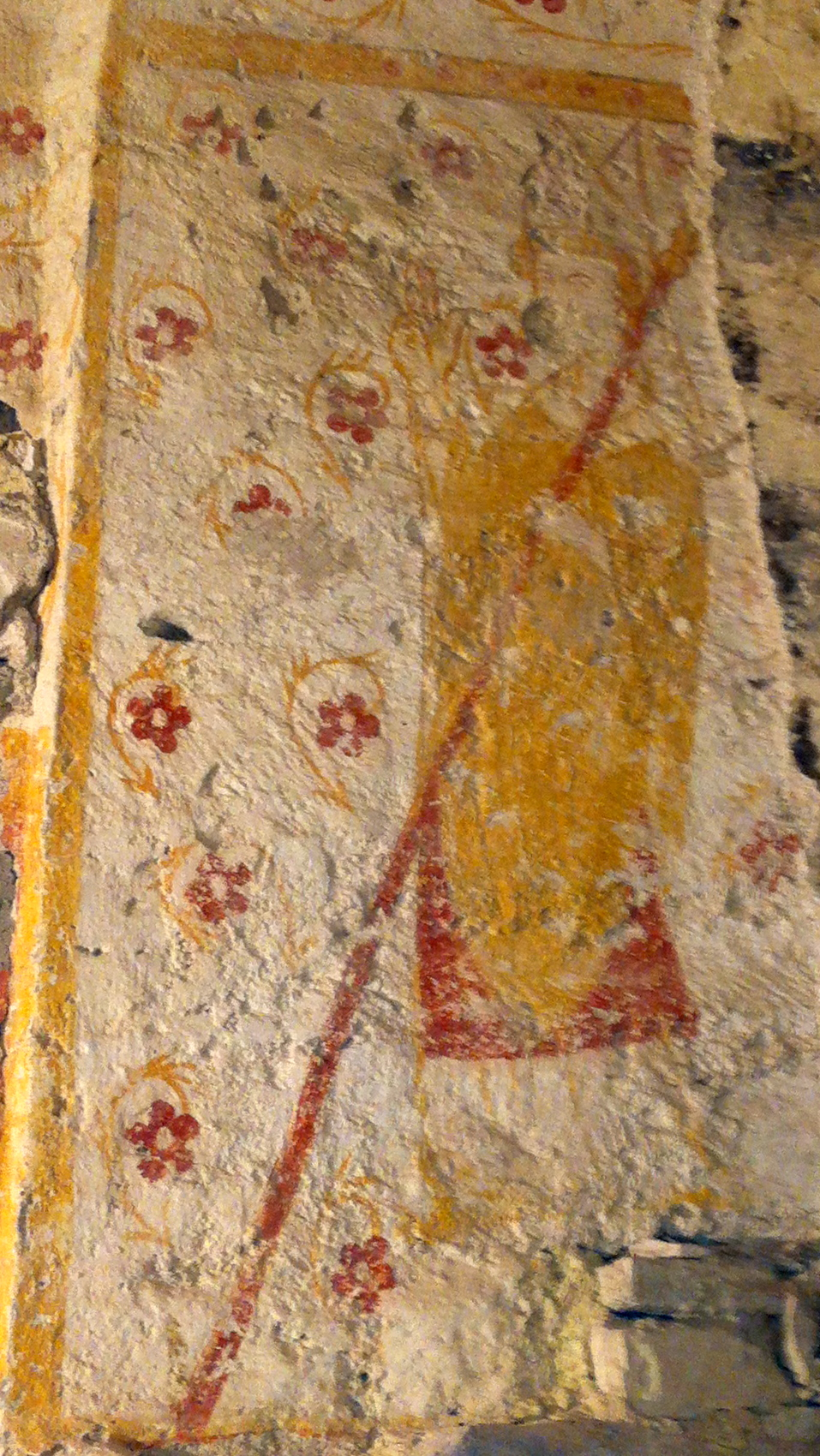
Détail du chœur : évêque.
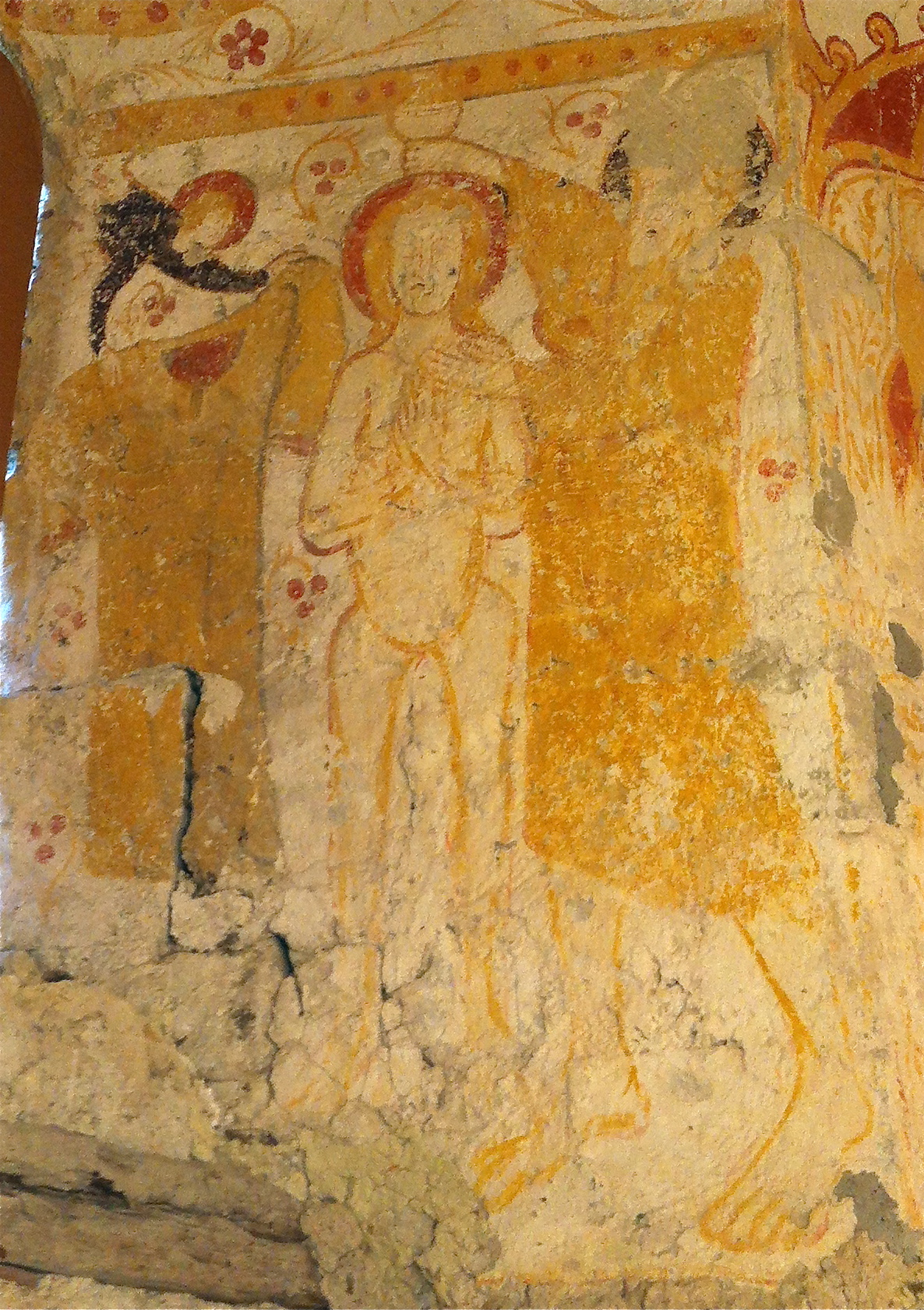
Détail du chœur : baptême.

### Vierges de Taxat
Neuf statues représentant la Vierge proviendraient de Taxat-Senat. En revanche, on ne sait pas si elles provenaient de l'église Saint-Martin de Senat ou de Saint-André de Taxat. La plupart de ces Vierges se trouvent dans des collections privées. La plus ancienne, et la plus remarquable, se trouve au musée Mandet de Riom. Il s'agit d'une Vierge romane du XIIe siècle.

## Les Amis du Vieux Taxat
Créée en 1980, l'association des Amis du Vieux Taxat a été créée pour préserver l'église de la ruine. Depuis 2005, elle est propriétaire de l'édifice. Ses objectifs sont triples : restaurer l'église, valoriser le site et, enfin, faire connaître le vieux Taxat.